# Rhyacophila ancestralis
Rhyacophila ancestralis är en nattsländeart som beskrevs av Martynov 1935. Rhyacophila ancestralis ingår i släktet Rhyacophila och familjen rovnattsländor. Inga underarter finns listade i Catalogue of Life.